# Grone
Grone là một đô thị ở tỉnh Bergamo, vùng Lombardia, Italia. Đô thị này có diện tích 7,8 km2, dân số là 817 người vào thời điểm cuối năm 2004. Đô thị này có cự ly 70 km về phía đông bắc Milano và 20 km về phía đông Bergamo.
Grone giáp các đô thị sau: Adrara San Martino, Berzo San Fermo, Casazza, Monasterolo del Castello, Vigano San Martino.

## Biến động dân số
1. ↑  “Superficie di Comuni Province e Regioni italiane al 9 ottobre 2011”. Viện Thống kê Quốc gia. Truy cập 16 tháng 3 năm 2019.
2. ↑  “Popolazione Residente al 1° Gennaio 2018”. Viện Thống kê Quốc gia. Truy cập 16 tháng 3 năm 2019.
3. ↑  Số liệu theo Viện thống kê Ý